# Trematocranus
Trematocranus – rodzaj słodkowodnych ryb okoniokształtnych z rodziny pielęgnicowatych (Cichlidae).

## Występowanie
Gatunki endemiczne jeziora Malawi (Niasa) w Afryce, T. placodon występuje również w pobliskim jeziorze Malombe oraz w górnym biegu rzeki Shire.

## Klasyfikacja
Gatunki zaliczane do tego rodzaju:
- Trematocranus brevirostris Trewavas, 1935 (przynależność do rodzaju niepewna)
- Trematocranus labifer (Trewavas, 1935)
- Trematocranus microstoma Trewavas, 1935
- Trematocranus pachychilus Dierickx, Hanssens, Rusuwa & Snoeks, 2018
- Trematocranus placodon (Regan, 1922)

Gatunkiem typowym jest Trematocranus microstoma.